# Lomnice (Brno-vidéki járás)
Lomnice település Csehországban, a Brno-vidéki járásban. Lomnice Štěpánovice, Rašov, Synalov, Strhaře, Ochoz u Tišnova, Borač, Šerkovice és Lomnička településekkel határos. Lakosainak száma 1505 fő (2024. január 1.).

## Népesség
A település lakosságának változását az alábbi diagram mutatja:
| Lakosok száma | 2143 | 1947 | 1651 | 1465 | 1241 | 1243 | 1394 | 1428 | 1460 | 1505 |
|               | 1869 | 1890 | 1921 | 1950 | 1980 | 2001 | 2017 | 2019 | 2022 | 2024 |

## Híres emberek
- Itt született Alois Procházka morva tanár, régész (1875–1940)